# Synallaxis moesta
A Synallaxis moesta a madarak (Aves) osztályának verébalakúak (Passeriformes) rendjébe és a fazekasmadár-félék (Tyrannidae) családjába tartozó faj.

## Rendszerezése
A fajt Philip Lutley Sclater angol ügyvéd és zoológus írta le 1856-ban.

## Alfajai
- Synallaxis moesta brunneicaudalis P. L. Sclater, 1858
- Synallaxis moesta moesta P. L. Sclater, 1856
- Synallaxis moesta obscura Chapman, 1914[2]

## Előfordulása
Dél-Amerika északnyugati részén, az Andok keleti lábainál, Ecuador, Kolumbia és Peru területén honos. Természetes élőhelyei a szubtrópusi vagy trópusi síkvidéki esőerdők és cserjések, folyók és patakok környékén, valamint másodlagos erdők. Állandó, nem vonuló faj.

## Megjelenése
Testhossza 17 centiméter, testtömege 20-25 gramm.

## Életmódja
Feltehetően ízeltlábúakkal táplálkozik.

## Természetvédelmi helyzete
Az elterjedési területe elég nagy, egyedszáma viszont az erdőirtások következtében csökken. A Természetvédelmi Világszövetség Vörös listáján mérsékelten fenyegetett fajként szerepel.